# Меховиці (Іновроцлавський повіт)
Меховиці (пол. Miechowice, нім. Milchhöfen) — село в Польщі, у гміні Іновроцлав Іновроцлавського повіту Куявсько-Поморського воєводства.
Населення — 147 осіб (2011).
У 1975-1998 роках село належало до Бидгощського воєводства.

## Демографія
Демографічна структура станом на 31 березня 2011 року:
|          | Загалом | Допрацездатний вік | Працездатний вік | Постпрацездатний вік |
| -------- | ------- | ------------------ | ---------------- | -------------------- |
| Чоловіки | 75      | 11                 | 59               | 5                    |
| Жінки    | 72      | 10                 | 44               | 18                   |
| Разом    | 147     | 21                 | 103              | 23                   |